# Dwight Stones
Dwight Stones (Estados Unidos, 6 de diciembre de 1953) es un atleta estadounidense retirado, especializado en la prueba de salto de altura en la que llegó a ser medallista de bronce olímpico en 1976 y plusmarquista mundial durante casi cuatro años, desde el 11 de julio de 1973 al 2 de junio de 1977, siendo su mejor salto de 2.32 metros.

## Carrera deportiva
En los JJ. OO. de Montreal 1976 ganó la medalla de bronce en el salto de altura, con un salto por encima de 2.21 metros, quedando en el podio tras el polaco Jacek Wszoła (oro con 2.25 m) y el canadiense Greg Joy (plata con 2.23 m).